# Aldea Quintana
Aldea Quintana o Quintana es una localidad de la provincia de Córdoba, en la comunidad autónoma de Andalucía, España, uno de los departamentos pertenecientes al municipio de La Carlota, y a la vez su núcleo urbano comprende al municipio de La Victoria, ambos pertenecientes a la comarca del Valle Medio del Guadalquivir. Su población en 2012 fue de 566 habitantes (INE).

## Situación geográfica
Aldea Quintana está situado en las coordenadas geográficas: 37°42′42″N 4°52′01″O / 37.71167, -4.86694, y está a 270 m de altitud, próximo a las localidades de La Carlota, Las Pinedas, La Victoria, Fuencubierta y Guadalcázar. Se encuentra a 19 km de Córdoba, la capital de la provincia, y a 7 km de La Carlota.
Los principales accesos a Aldea Quintana son:
- Desde La Carlota, a través de la antigua carretera N-IVa o por la autovía A-4/E-5.
- Desde Córdoba y desde el Norte peninsular, por dicha autovía A-4/E-5.
- Desde La Victoria y La Guijarrosa, por la A-2103.

## Historia
Aldea Quintana fue fundada en la segunda mitad del siglo XVIII, junto a La Carlota y sus departamentos, debido al interés del rey Carlos III por colonizar algunas zonas despobladas del valle del Guadalquivir y Sierra Morena (véase Colonización de Sierra Morena y Andalucía). El objetivo de esta colonización fue doble: por una parte proteger el tránsito de diligencias, poblando estas zonas que servían de refugio al bandolerismo, y por otra parte, poner en explotación grandes zonas improductivas hasta entonces. El proyecto fue impulsado por Campomanes y Pablo de Olavide, quien fue comisionado para llevar a cabo la colonización. Fernando de Quintanilla fue el encargado de la distribución de colonos y terreno y de ahí pudo tomar su nombre la nueva aldea. Otras hipótesis sugieren que el nombre se debe a la existencia en el lugar de un campamento o de una antigua villa romana, o quizás al hecho de ser la quinta villa o departamento en ser creada.
Los  colonos que habitaron estas tierras fueron colonos católicos alemanes y flamencos, además de algunos catalanes y valencianos. A la influencia francesa y de la Ilustración se debe el que administrativamente el municipio se dividiese en "departamentos", y no en aldeas, siendo Aldea Quintana uno de esos departamentos.

## Economía, turismo y equipamientos

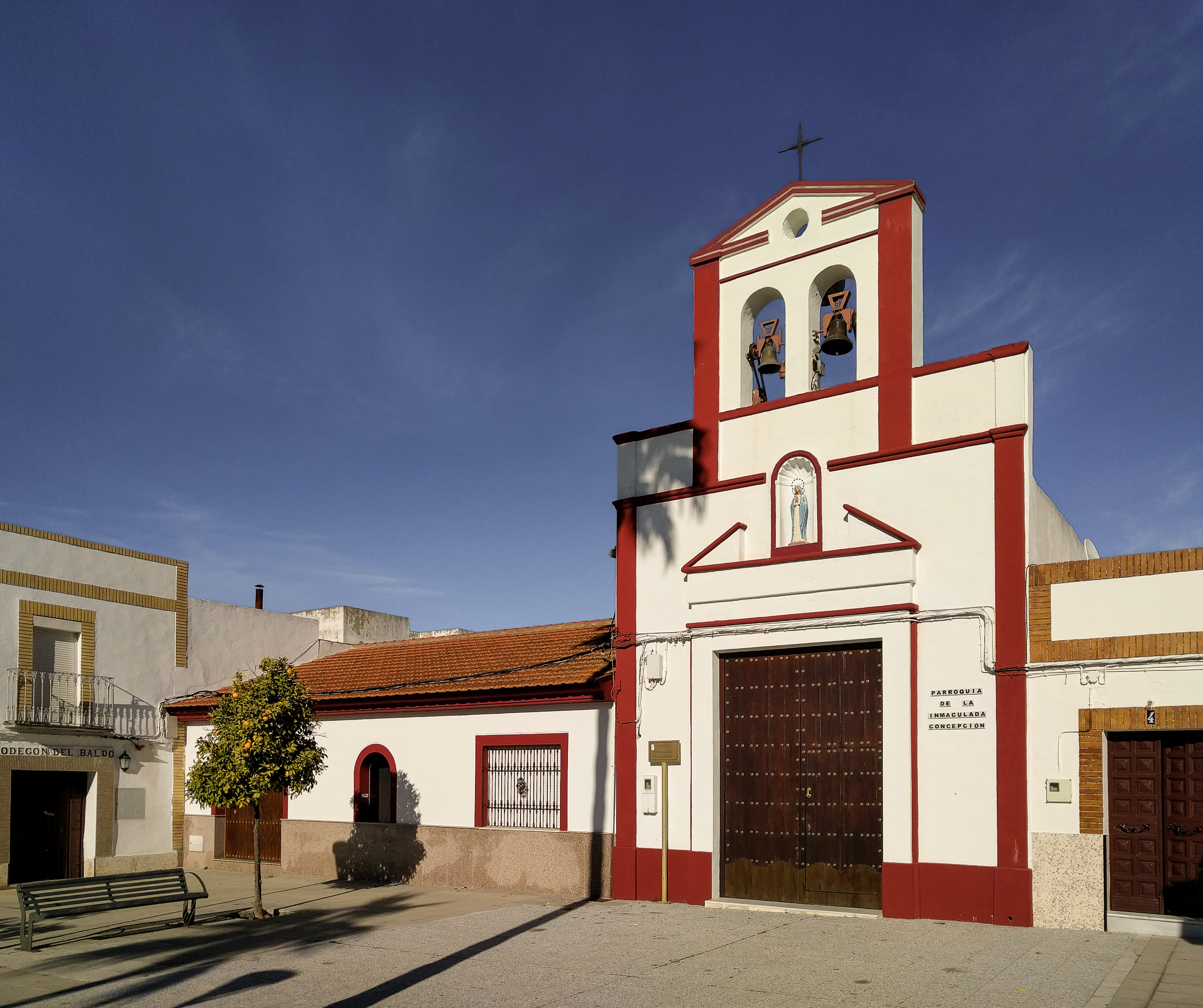
Iglesia Parroquial de la Inmaculada Concepción.

La principal actividad es la agricultura, fundamentalmente, cultivos de secano como cereales, girasol y olivar. También se desarrollaron algunas actividades ligadas a la presencia de la carretera nacional que la atravesaba (talleres, restaurantes...) pero tras la construcción de la nueva autovía, que ya no pasa por la localidad, surgieron nuevas empresas de plásticos, transportes, cristales, agroalimentarias y servicios agrícolas.
Entre los lugares a visitar destacan la Iglesia parroquial de la Inmaculada Concepción, de principios del siglo XX, y la Torre de Don Lucas, de época musulmana, aunque esta pertenece al municipio de La Victoria. La Feria de la localidad se celebra el 3 de mayo, festividad de la Santa Cruz.
Aldea Quintana cuenta con una alcaldía pedánea, un colegio de educación infantil y primaria (denominado colegio rural) y la iglesia parroquial de una sola nave.

## Evolución de la población
La evolución de la población de Aldea Quintana en los últimos años fue la siguiente:
| Gráfica de evolución demográfica de Aldea Quintana entre 2000 y 2012 |
|                                                                      |
| Datos según el nomenclátor publicado por el INE.                     |